# Droga krajowa nr 88 (Węgry)
Droga krajowa nr 88 (węg. 88-as főút) – droga krajowa w komitacie Vas w zachodnich Węgrzech. Długość - 12 km. Przebieg: 
- Sárvár – skrzyżowanie z 84
- Vát – skrzyżowanie z 86